# ゴブリン

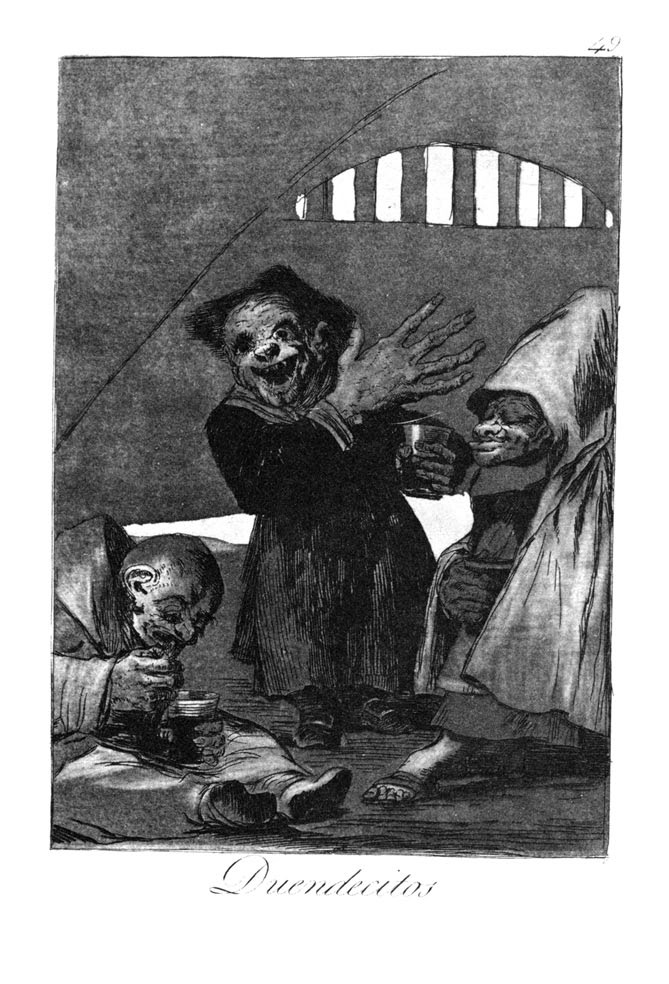
フランシスコ・ゴヤの画によるゴブリン（1799年）。

ゴブリン（英: goblin）は、ヨーロッパの民間伝承に登場する伝説の生物である。

## 概要
アト・ド=ヴリースによればゴブリンは、洞穴、木立に住み、幼い子を食べる、概して邪悪なもので、万聖節を象徴するものである。
ハロウィンでは「死者とともに現れ、人間へ妖精の食物を食べるよう誘惑する」と説明するアンナ・フランクリンによれば、この呼称で
1. 醜く不愉快な小鬼
2. 悪戯好きな家付きの妖精
3. 教会の墓地の地下や岩の裂け目、古い木の根元に住む妖精

を指し、彼らはピレネー山脈の割れ目から発生し、ヨーロッパ全土へ広まったという。
キャロル・ローズによるとGobblin,Gobelin,Gobeline,Gobling,またGoblynとも綴られる、この妖精は、人の膝ほどの身の丈と、灰色の髪の毛とあごひげを持つ。子供が好きで、行儀のよい子にはプレゼントをくれるが、同時に台所、家具を引っ掻き回す、馬に乗って興奮させるなどの悪戯をするので、大人は閉口するという。彼らは床に撒かれた亜麻の種を数え、ある程度繰り返されると出ていくという性質があるので、彼らを追い出すためには亜麻の種を床へ撒くとよいという。
ローズマリ・エレン・グィリーによれば、どんなタイプにも属する、小さな、恐ろしい、悪戯好きか邪悪な精霊を指し、小さな洞窟に住んでいると信じられているが、奇麗な子供たちがいて酒のたっぷりある家に惹きつけられ、引っ越して家事の雑用を手伝い、子供のしつけの面倒を見る。また、缶、ドアなどを叩く、寝具を引っ張るなどの悪戯が過ぎる場合、麻を撒くと「掃除に飽きて」逃げるという。
従って、伝承や作品によってその描写は大きく異なるが、一般に共通して醜く邪悪な小人として描かれる。
水木しげるは、ドイツのコボルト、デンマークのニス、スコットランドのブラウニーとの関連を指摘している。キャロル・ローズは、「悪意を持つ地のスプライト」と言っているが、キャサリン・M=ブリッグズは水の妖精フーアとの行動形態の類似を指摘している。
岡本千晶は『トールキンのベーオウルフ物語』で、「カインの末裔」として登場する「Ylfe」をゴブリンと訳している。

## ホブゴブリン
ゴブリンのような呼称として、ホブゴブリンという妖精がある。
それはローズマリ・E＝グィリーによれば、ある文化の中でゴブリンへ接頭辞ホブを付けた者であり、親切で役に立つものの、悪戯好きな性格は変わらない精霊である。
キャサリン・M=ブリッグズは「概して気立てがよく」「喜んで手助けをし」悪ふざけをするのが好きで、機嫌を損ねると危険な存在で、同じものにウィル・オ・ザ・ウィスプなどが入るとしている。またブリッグズは、HobやLobという言葉が、素朴さを連想させる友好的な名前に使われ、いずれもブラウニーのような、人間に友好的なものへ付けられた、としている。
水木しげるによれば、毛むくじゃらの醜い、ずんぐりと背の低い姿をしているとされ、健部伸明と怪兵隊著『幻想世界の住人たち』によれば、長い尻尾のある毛に覆われた姿かあるいは半分人間（の子供）、半分ヤギの形をし、しばしば箒を抱えている。

## 種類
家に住み、ミルクの容器へ木片を入れて人を試す者の他、ダンターや、鉱夫の幽霊と言われるカッティ・ソームズ、ユダヤ人の亡霊とされるノッカー等がゴブリンの一種と言われ、「鉱山ゴブリン(Mine goblin)」といわれる。
彼らは概して人の役に立ち、ツルハシの音や他、仕事をしているような音を立てるが実質何もしていない。彼らを見ると金属を発見することができるという。キャサリン・M=ブリッグズはゲオルギウス・アグリコラの著書とこの種のゴブリン伝承の関連を示唆している。
健部と怪兵隊『幻想世界の住人たち』では、ニス、ノッカーの他、レッドキャップ、グレムリンをゴブリンの一種とする。

## 語源
ゴブリンの由来は、語源辞典『オンライン・エティモロジー・ディクショナリー（Online Etymology Dictionary）』によれば次の通り。

## ファンタジー作品におけるゴブリン

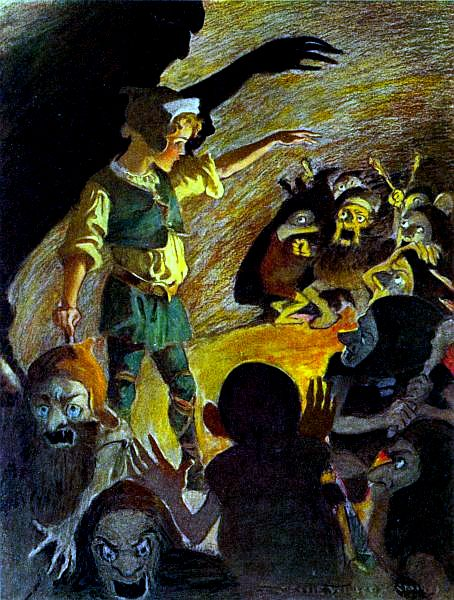
ジョージ・マクドナルドの『お姫さまとゴブリンの物語』

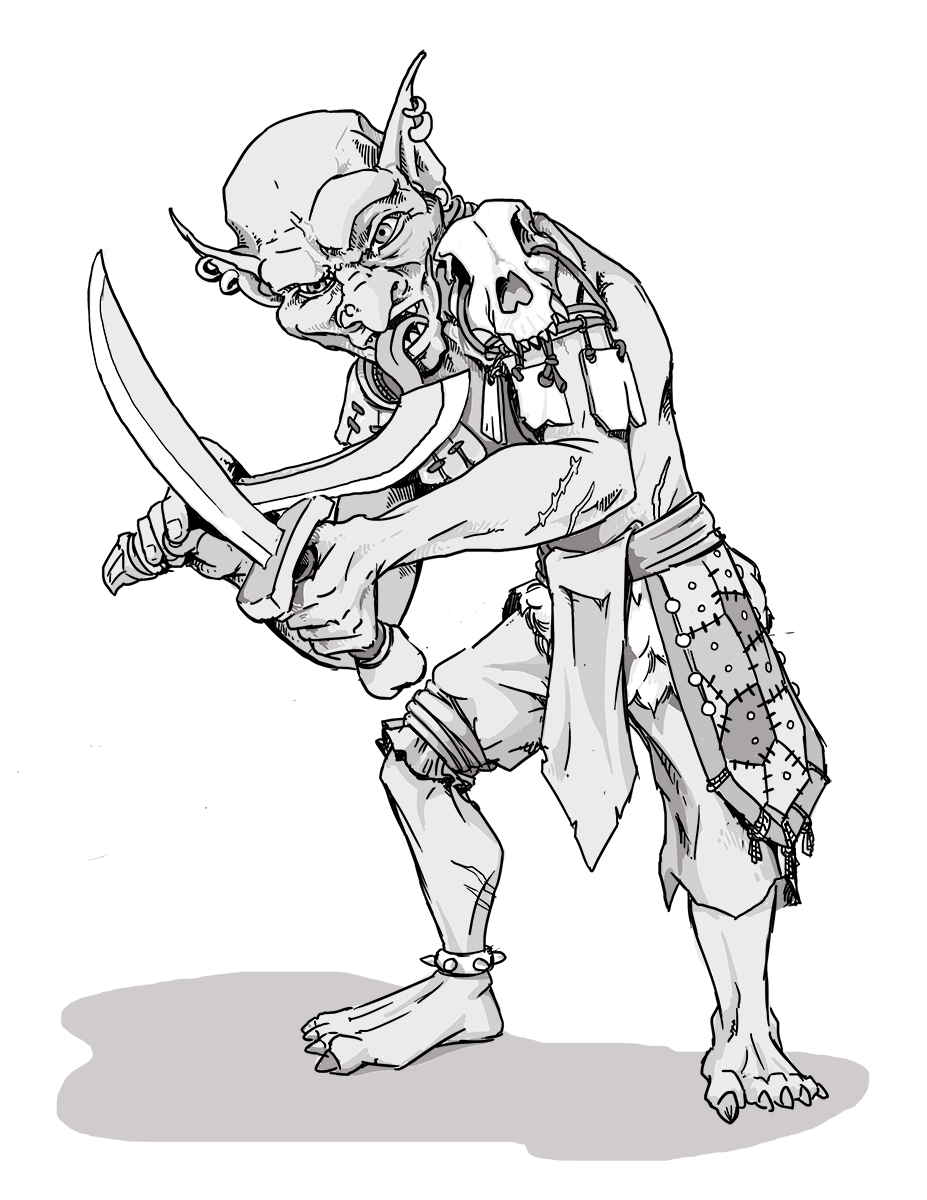
ダンジョンズ%26ドラゴンズのゴブリン

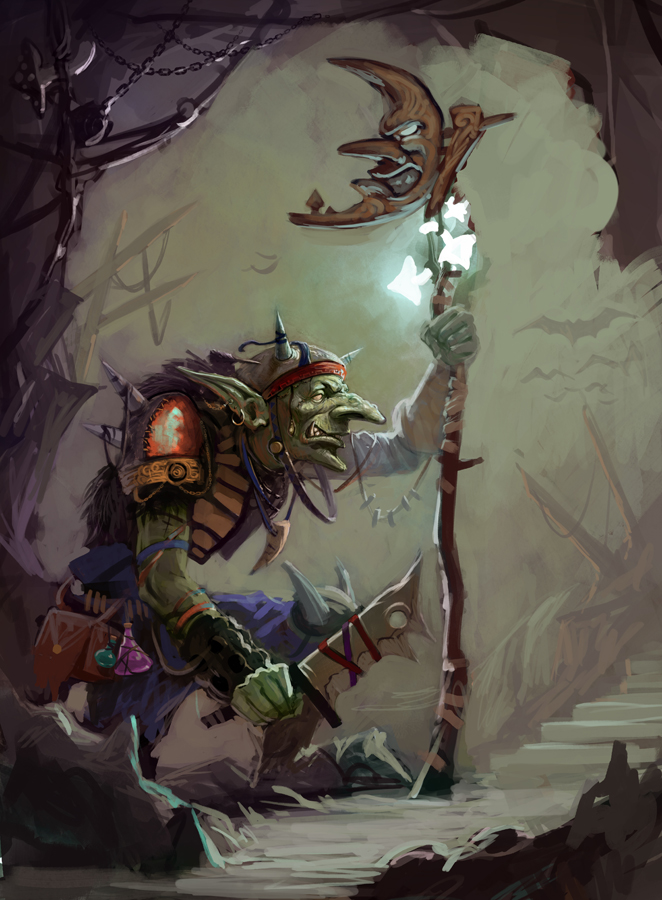
ゴブリン。

19世紀に書かれた、クリスティーナ・ロセッティの詩『Goblin Market』に登場するゴブリンは、人を誘惑する際に市場を使うという、民間伝承では見られない行動をとる。また、ジョージ・マクドナルドの『お姫さまとゴブリンの物語』などに登場するゴブリンは、伝承で語られる妖精の身体的欠陥として足指を持たない。
マクドナルドの作品に影響を受けたJ・R・R・トールキンは、マクドナルドの「足が柔らかく踊りが苦手」とするゴブリン像に違和感を覚え、1915年に発表した子供向けの詩『Goblin Feet』で、「勇猛な足音で聴衆を魅了する」ゴブリン像を出した。彼は後にこの自作に関し出版・発表などへ否定的な意見を出してはいたが、『ホビットの冒険』に登場するゴブリンは『goblin feet』で描かれる物とは全く異なるものの「足を踏み鳴らし歌をうたう」描写が窺える。
性格が邪悪で狡賢く、坑道に住み、記号のような表記を使い、穴を掘る技術が、ドワーフに次いで長け、美しい物を作れない代わりに、人を痛める道具や一度にたくさんの人を皆殺しにする道具の研鑽に余念がなく、火薬など殺人の道具の発明の影にいるという。『ホビットの冒険』初版の段階でゴブリンやホブゴブリンより大きな「オーク鬼がいるという設定がある。また「オークを裂くもの」を意味する魔剣オルクリストを、山本史郎は「ゴブリンを裂くもの」と訳している。その設定を踏襲すしている『指輪物語』では、オークは「ウルク」、ホブゴブリンは「オーク」、ゴブリンは「蛆」あるいは「スナガ(暗黒語で「奴隷」)」という名に変えられ、ゴブリンはそれを現代英語に訳した名であるとされた。これは、作品から童話のイメージを拭い去るためであった。
しかしオークであれゴブリンであれ、トールキンが確立した「ホブゴブリンより小さいゴブリン」「種により特徴のある個体が出る」などのイメージは後世の娯楽作品におけるゴブリン像に強い影響を与えた。なお、トールキンはクリスマスになると実子へ自著『サンタ・クロースからの手紙』を送っていた。その中で、直立した犬のような形で緑色と雪を嫌うゴブリンが北極の地下まで生息域を広げ、ドラジルと呼ばれる短足の馬（エドワード4世の頃に絶滅させられてからはコウモリ）に乗ってサンタ・クロース邸を襲うという、『ホビットの冒険』から『終わらざりし物語』に至るゴブリンやオークの一種であるWolfrider（狼乗り）と呼ばれるものと似た設定がある。
J・K・ローリングの『ハリー・ポッターシリーズ』でもゴブリン（松岡佑子の日本語訳では「小鬼」）が登場する。ゴブリンの経営による銀行・グリンゴッツがあり、その従業員もゴブリンが多い。銀行の業務として金属である貨幣を扱い、トロッコに乗車するという点で、地下や坑道に生息するイメージが踏襲されている。
ゴブリンは『指輪物語』の発表後、テーブルトークRPG『ダンジョンズ&ドラゴンズ』においてオークとは別の種族として設定され、オークやコボルトとともに邪悪で人間に対立する人型生物で、独自の言語などを持ち、粗野な部族社会を形成する種族として確立された。あわせてホブゴブリンも大型の近縁種として設定される。これ以降、ゴブリンは雑魚モンスターの代表格として、多くのロールプレイングゲームにおいて登場するようになっていく。